# Sorihuela
Sorihuela es un municipio y localidad española de la provincia de Salamanca, en la comunidad autónoma de Castilla y León. Se integra dentro de la comarca de la Sierra de Béjar. Pertenece al partido judicial de Béjar y a la Mancomunidad Ruta de la Plata.
Su término municipal está formado por un solo núcleo de población, ocupa una superficie total de 20,50 km² y según los datos demográficos recogidos en el padrón municipal elaborado por el INE en el año 2017, cuenta con una población de 273 habitantes.  

## Geografía
Integrado en la comarca de Sierra de Béjar, se sitúa a 63 kilómetros de Salamanca. El término municipal está atravesado por la Autovía Ruta de la Plata (A-66), por la carretera nacional N-630, entre los pK 401 y 403, por la carretera provincial SA-102, que conecta con Santibáñez de Béjar, y por una carretera local que permite la comunicación con Medinilla. 
El relieve del municipio tiene dos partes diferenciadas. Al oeste se alza una zona montañosa que culmina en el pico de los Concejiles, a 1358 metros de altitud. Hacia el este, el relieve se va suavizando, contando con numerosos arroyos que descienden de las montañas cercanas. La altitud oscila entre los 1358 metros (Los Concejiles) y los 930 metros a orillas del río Valvanera. El pueblo se alza a 993 metros sobre el nivel del mar. 
| Noroeste: Ledrada                           | Norte: Nava de Béjar                          | Nordeste: Santibáñez de Béjar                         |
| Oeste: Fresnedoso                           |                                               | Este: Medinilla (Ávila) y Neila de San Miguel (Ávila) |
| Suroeste: Fresnedoso y Vallejera de Riofrío | Sur: La Hoya y San Bartolomé de Béjar (Ávila) | Sureste: Neila de San Miguel (Ávila)                  |

## Historia
Toda la zona de la Sierra de Béjar, al este de la antigua Ruta de la Plata , fue asignada al reino de Castilla en la división llevada a cabo por Alfonso VII de León en el año 1157, pudiendo haberse llevado a cabo su repoblación por parte de castellanos, ya que existe la teoría de que su nombre, Sori-huela, podría interpretarse como "Soria-pequeña", por lo que siguiendo dicha tesis el topónimo estaría directamente relacionado con el lugar de procedencia de los repobladores que fundaron el pueblo en la segunda mitad del siglo XII. No obstante, en Andalucía nos encontramos con el mismo topónimo, en la localidad de Sorihuela del Guadalimar. Poco después ya hay referencia de gestas que protagonizaron gentes de Sorihuela junto con Béjar, Candelario y Sanchotello en la batalla de las Navas de Tolosa formando parte de las mesnadas que el Obispo de Plasencia don Domingo formó para luchar junto con el monarca castellano Alfonso VIII.
Hasta 1211 Sorihuela formó parte de la Comunidad de Villa y Tierra de Ávila. Ese año, Alfonso VIII de Castilla decidió segregar esta parte del territorio abulense, en el que se hallaba Sorihuela, para formar una nueva comunidad de villa y tierra: la de Béjar.
Como parte de la comunidad bejarana, tras la pérdida del voto en Cortes de Béjar y su paso a depender de Salamanca en ese aspecto a partir de 1425, hecho favorecido por el paso de Béjar y su territorio a manos de los Zúñiga en 1396, Sorihuela pasó a formar parte del Reino de León, en el que se mantendrá en las divisiones territoriales de Floridablanca en 1785 y finalmente en la de 1833 en que se crean las actuales provincias, quedando integrado Sorihuela en la misma en la provincia de Salamanca, dentro de la Región Leonesa.

## Geografía humana

### Demografía
Cuenta con una población de 256 habitantes (INE 2024).
| Gráfica de evolución demográfica de Sorihuela entre 1857 y 2021                                                       |
| |
| Población de derecho según los censos de población del INE. Población de hecho según los censos de población del INE. |

Según el Instituto Nacional de Estadística, Sorihuela tenía, a 31 de diciembre de 2018, una población total de 273 habitantes, de los cuales 142 eran hombres y 131 mujeres. Respecto al año 2000, el censo refleja 366 habitantes, de los cuales 178 eran hombres y 188 mujeres. Por lo tanto, la pérdida de población en el municipio para el periodo 2000-2018 ha sido de 93 habitantes, un 25% de descenso.

### Transporte
El municipio está muy bien comunicado por carretera, por el discurre tanto la nacional N-630 que une Gijón con Sevilla como la autovía Ruta de la Plata que tiene el mismo recorrido que la anterior y cuenta con dos salidas en la localidad permitiendo unas comunicaciones más rápidas con el municipio. Destaca además la carretera SA-102 que surge en el cruce con la nacional y en sentido noreste comunica con Santibáñez de Béjar y Puente del Congosto. 
En cuanto al transporte público se refiere, tras el cierre de la ruta ferroviaria de la Vía de la Plata, que pasaba por el municipio de Béjar y contaba con estación en el mismo, no existen servicios de tren en el municipio ni en los vecinos, ni tampoco línea regular con servicio de autobús, siendo la estación más cercana la de Béjar. Por otro lado el aeropuerto de Salamanca es el más cercano, estando a unos 64km de distancia.

## Símbolos

### Escudo

Representación heráldica del blasón aprobado

El escudo heráldico que representa al municipio fue aprobado con el siguiente blasón:

«Escudo partido: 1 de gules, una maceta y un puntero de plata pasados en aspa; 2 de azur, una cruz floronada de oro. Va timbrado con la corona real española. La disposición de las herramientas en aspa fue una recomendación de la Real Academia de la Historia, sin embargo el ayuntamiento las dispone en palo»

## Administración y política
| Partido político                              | 2019  | 2019  | 2019       | 2015  | 2015  | 2015       | 2011  | 2011  | 2011       | 2007  | 2007  | 2007       | 2003  | 2003  | 2003       |
| Partido político                              | %     | Votos | Concejales | %     | Votos | Concejales | %     | Votos | Concejales | %     | Votos | Concejales | %     | Votos | Concejales |
| Partido Popular (PP)                          | 80,10 | 161   | 6          | 65,38 | 136   | 5          | 72,48 | 158   | 5          | 74,81 | 193   | 5          | 62,08 | 167   | 5          |
| Partido Socialista Obrero Español (PSOE)      | 19,90 | 40    | 1          | 32,21 | 67    | 2          | 26,15 | 57    | 2          | 25,19 | 65    | 2          | 25,65 | 69    | 2          |
| Unidad Regionalista de Castilla y León (URCL) | —     | —     | —          | —     | —     | —          | —     | —     | —          | —     | —     | —          | 12,27 | 33    | 0          |